# Врътовин
Врътовин (на словенски: Vrtovin) е село в Словения, регион Горишка, община Айдовшчина. Според Националната статистическа служба на Република Словения през 2015 г. селото има 470 жители.